# Invergordon (Whiskybrennerei)

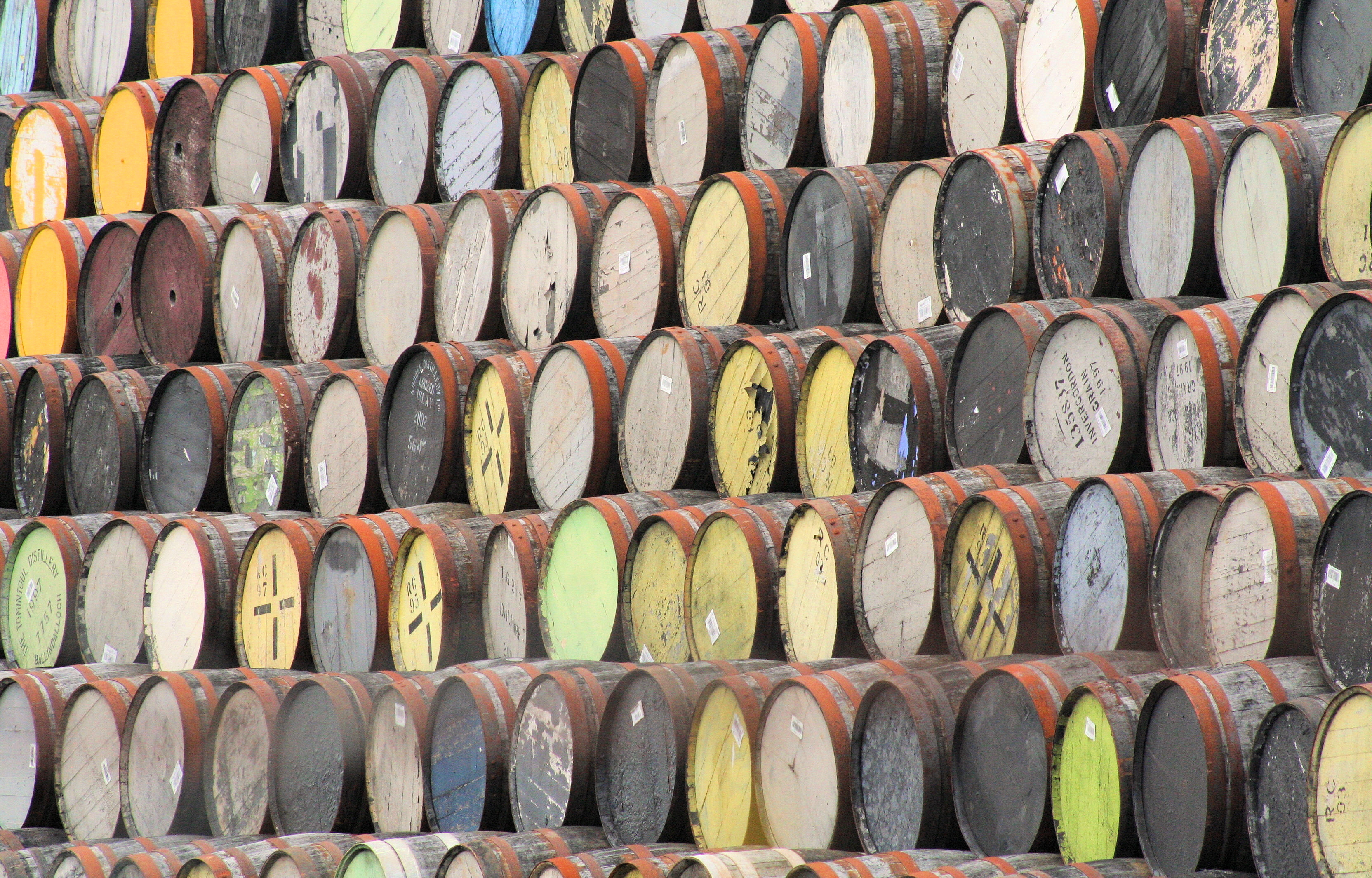
Fässer bei Invergordon

Invergordon ist eine Whiskybrennerei in Invergordon, Highlands, Schottland.

## Geschichte
Die Brennerei wurde 1959 von Invergordon Distillers Ltd. in Invergordon gegründet und dient der Herstellung von Grain Whisky. Die Brennerei wurde im Laufe der Jahre erweitert und eine größere Anzahl an Brennapparaten angeschafft. 1993 wurde die Brennerei von Whyte & Mackay übernommen, die heute zur Emperador Inc. gehören. Sie gehört zu den größten Destillerien des Landes und ist die einzige Grain-Brennerei in den Highlands. 1965 wurde die Malt-Brennerei Ben Wyvis auf dem Gelände der Invergordon-Brennerei gegründet. Diese wurde jedoch 1977 wieder abgerissen.

## Produktion
Das zur Whiskyherstellung benötigte Wasser wird dem Loch Glass entnommen. Zur Produktion stehen vier Coffey Stills zur Verfügung. Die Brennerei kann maximal 360.000 hl Whisky produzieren.